# Саморукова, Маргарита Александровна
Маргарита Александровна Саморукова (1925—2002) — дирижёр, музыкальный педагог.
Дирижёр, профессор Горьковской государственной консерватории им. М.И. Глинки, заслуженный деятель искусств Российской Федерации. Родилась в городе Ржеве, ныне Тверской области, жила в Нижнем Новгороде, похоронена на Румянцевском (Ольгинском) кладбище.

## Становление
Окончила музыкальное училище при Московской консерватории, ныне «Академический музыкальный колледж при МГК им. П.И. Чайковского», по классу хорового дирижирования (класс В. Мухина) и Ленинградскую консерваторию по классу симфонического дирижирования (класс профессора Н.С. Рабиновича). 

## Деятельность
Работала главным хормейстером в Татарском и Горьковском театрах оперы и балета. Единственная в Нижнем Новгороде женщина-дирижёр. 
В Горьковской консерватории преподавала на двух кафедрах: народных инструментов и хорового дирижирования, руководила оркестрами в Детской музыкальной школе №5 города Горького и Дзержинском музыкальном училище. 

## Преподавание
Была энциклопедически образованным специалистом, свободно владела голосом и инструментом, воспитала ряд известных дирижёров, среди которых Александр Моисеевич Скульский, Владимир Онуфриев, Андрей Лебедев, Евгений Кириллов, Владимир Понькин. До последних дней жизни участвовала в концертах как приглашённый дирижёр с оркестрами в других городах, помимо этого сотрудничала с межрегиональным благотворительным фондом «Новые имена», состояла в Хоровом и Музыкальном обществах. 

## Награды
Заслуженный деятель искусств Российской Федерации (26.01.1998). 